# Tito Jackson
Toriano Adaryll Jackson, detto Tito (Gary, 15 ottobre 1953 – Gallup, 15 settembre 2024), è stato un cantautore e chitarrista statunitense, membro fondatore dei Jackson 5 (poi Jacksons) e terzo figlio della famiglia Jackson.

## Biografia
Terzo di nove fratelli, Jackson nacque da una famiglia proletaria nera che viveva in una casa di tre stanze a Gary, Indiana. Il padre, Joseph, lavorava in un'acciaieria mentre la madre, Katherine, lavorava come commessa in un supermercato ed era una devota testimone di Geova. Tito iniziò a suonare la chitarra del padre di nascosto, mentre questi si assentava da casa per lavoro. Joe in quel periodo suonava in una band amatoriale chiamata "Falcons". Una notte, in compagnia dei fratelli Jackie e Jermaine, Tito ruppe accidentalmente una delle corde della chitarra. Quando il padre se ne accorse, lo sgridò e lo frustò con una cintura. Tito, allora, si lamentò e implorò il padre di ascoltarlo perché era convinto di saper suonare. Joe gli disse allora di dimostrarglielo o sarebbe stato punito più severamente. Dall'esecuzione con i fratelli Jackie e Jermaine, più dotati nell'esecuzione vocale, il padre si accorse che i figli avevano talento e così decise di formare un gruppo musicale con i tre fratelli e di tentare di fargli avere una carriera. A Tito comprò una sua chitarra personale e alla band dette il nome di "The Jackson Brothers" ("I fratelli Jackson"). Successivamente si unirono anche i più piccoli Marlon e Michael.

### Carriera

#### Carriera con i The Jackson 5/The Jacksons

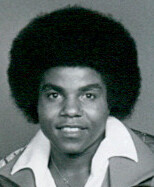
Tito nel 1977

Dopo essersi esibiti nelle scuole, nei centri commerciali e nei locali di Gary e dintorni, i fratelli cominciarono a partecipare ai talent show locali. Tito aveva dodici anni.
Nel 1965 la band cambiò nome in "The Jackson 5"  e vinse diverse competizioni sia nello stato dell'Indiana che di altre città statunitensi, tra cui la Amateur Night Competition all'Apollo Theater nell'agosto 1967. 
Il padre Joe, allora, continuò a lavorare all'acciaieria solo part time per aiutare i figli ad assicurarsi un contratto con un'etichetta discografica.
Il gruppo riuscì a firmare con la Steeltown Records di Gary nel novembre dello stesso anno. A gennaio 1968 uscì il loro primo singolo, Big Boy.
Nel 1969 la band ottenne un contratto con la Motown Records di Detroit, cominciando di lì a poco a registrare e pubblicare singoli di successo, tra cui I Want You Back, ABC, The Love You Save e I'll Be There.
Benché Tito a volte aggiungesse delle parti vocali in alcune canzoni, lui e Marlon raramente cantarono i cori con gli altri fratelli fino a tempi successivi nelle loro carriere. Inoltre, nonostante il suo talento come chitarrista, la Motown rifiutò di fargli suonare il suo strumento in tutte le sessioni di registrazione, sostituendolo con altri musicisti della casa discografica, ma lasciando che il ragazzo si esibisse alla chitarra nelle esibizioni dal vivo. Le abilità con la chitarra di Tito ebbero modo di esprimersi solo da quando, nel 1976, il gruppo passò alla CBS Records sotto l'etichetta Epic Records e assunse il nuovo nome di "The Jacksons". Nello stesso periodo cominciò anche a scrivere e co-scrivere alcune canzoni per la band.
La sua voce comparve in diversi brani, tra i quali Zip-A-Dee-Doo-Dah e Man of War.
Fu l'unico a non abbandonare mai la band nel corso degli anni insieme a Jackie, mentre gli altri fratelli uscirono e rientrarono in momenti diversi.
Dopo la pubblicazione dell'album 2300 Jackson Street nel 1989, i Jacksons cessarono le registrazioni in studio e continuarono ad esibirsi solo saltuariamente dal vivo.

#### Carriera solista e altri progetti
Nel 1984, dopo la fine del Victory Tour con il gruppo, Jackson lavorò come produttore discografico e collaborò ad alcune sessioni con altri musicisti.
Nel 1985 fece parte come corista dello USA for Africa, un supergruppo di 45 celebrità della musica pop, tra cui sua sorella La Toya, Stevie Wonder, Bruce Springsteen e suo fratello Michael, che per l'occasione scrisse il brano We Are the World assieme a Lionel Richie. La canzone, prodotta da Quincy Jones, aveva lo scopo di raccogliere fondi da devolvere alla popolazione dell'Etiopia, afflitta in quel periodo da una disastrosa carestia. Il brano vinse i Grammy Award come "canzone dell'anno", come "disco dell'anno" e come "miglior interpretazione di un duo o gruppo vocale pop" nel 1986.
Nel 1995 Tito lanciò e diventò manager del gruppo musicale 3T, formato dai suoi tre figli Taj, Taryll e TJ, assieme al fratello Michael, che li aiutò a produrre il loro primo album in studio, Brotherhood.
La sua vera carriera da solista, però, cominciò solo nel 2003, quando si esibì con la sua band come musicista blues in vari locali.
Nel 2007 partecipò come giudice in Regno Unito alla seconda edizione della competizione canora delle celebrità della BBC Just the Two of Us, rimpiazzando la cantante Lulu, che aveva partecipato alla prima.

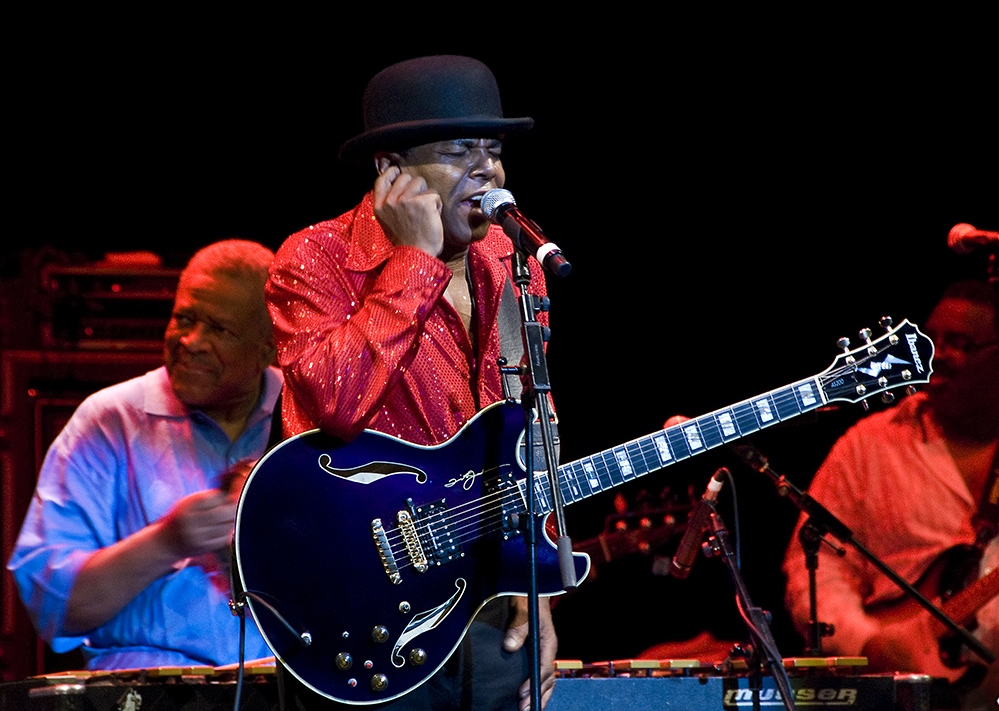
Tito Jackson al 50º anniversario della Motown a Detroit nel 2009

Dopo la morte di suo fratello Michael, il 25 giugno 2009, Tito registrò insieme ai restanti fratelli i cori per il primo brano postumo di Michael, intitolato This Is It. Tra il 2009 e il 2010 insieme ai fratelli fu produttore esecutivo e prese parte al reality show The Jacksons: A Family Dynasty, mentre tra il 2015 e il 2016 apparve in alcuni episodi di un altro reality con protagonisti i suoi figli e i suoi nipoti, The Jacksons: Next Generation. Contemporaneamente tornò ad esibirsi in vari concerti con Jackie, Jermaine e Marlon, nuova formazione dei Jacksons.
Durante il 2016 Tito realizzò anche il suo primo singolo, Get It Baby (col rapper Big Daddy Kane), divenendo il nono e ultimo dei nove fratelli e sorelle ad entrare nelle classifiche di Billboard.
Seguì l'album Tito Time, pubblicato in Giappone a fine 2016, negli Stati Uniti su iTunes ad aprile 2017 e in Regno Unito a settembre dello stesso anno.
Dal disco, che contiene anche un brano interpretato insieme ai tre figli e uno con Jocelyn Brown, furono estratti altri tre singoli.
Successivamente Jackson iniziò a suonare con la BB King's Blues Band.

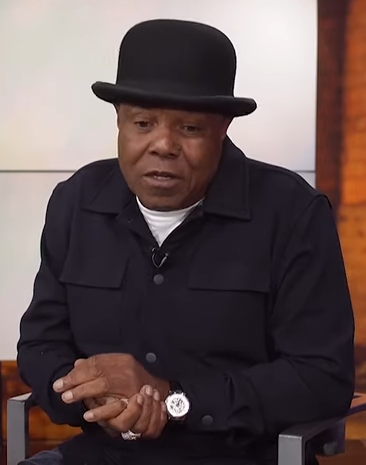
Tito nel 2019

Nel 2020 collabora col cantante canadese Raff Pylon alla canzone King's Lane (Million Roses), pubblicata anche come singolo, mentre l'anno seguente alla canzone Make Your Mind Up, interpretata da vari artisti e realizzata come singolo digitale.
Nel 2021 il cantante realizzò un nuovo singolo cantato in duetto con suo fratello Marlon Jackson e intitolato Love One Another che anticipò l'album Under Your Spell, il suo secondo e ultimo album in studio, in cui appaiono una serie di ospiti speciali, oltre al fratello, tra i quali: George Benson, Joe Bonamassa, Bobby Rush e Stevie Wonder.
Nel 2022 collabora con il cantante della Louisiana Kenny Neal alla canzone Two Timing mentre nel 2023 collabora con la cantante brasiliana Natalia Damini al singolo Attitude.
Negli ultimi anni aveva continuato ad esibirsi in tutto il mondo assieme ai suoi fratelli Jackie e Marlon, nuova formazione dei Jacksons, e, negli ultimi concerti, al gruppo si era aggiunto anche suo figlio Taryll.

### Morte
Il 15 settembre 2024 muore improvvisamente all'età di settant'anni a causa di un infarto sopraggiunto a Gallup, Nuovo Messico, dove era di passaggio durante un viaggio in macchina verso l'Oklahoma, a un mese esatto dal suo settantunesimo compleanno. A darne il triste annuncio sono stati i suoi tre figli con un post sui social network. Solo cinque giorni prima si era esibito in un concerto con i fratelli Jackie e Marlon e con suo figlio Taryll, nuova formazione dei Jacksons, a Monaco di Baviera in Germania. L'11 settembre, nel suo ultimo post sui social, aveva reso omaggio a suo fratello Michael postando un'immagine della visita dei tre fratelli al memoriale creato dai fan a Monaco di Baviera, con queste parole: 
(Tito Jackson, 11 settembre 2024)
Il 4 novembre 2024, una volta attesi i risultati dell'autopsia, il cantante è stato sepolto al Forest Lawn Memorial Park di Glendale, in California, stesso cimitero in cui sono sepolti suo fratello Michael e suo padre Joseph, in una cerimonia funebre privata in cui erano presenti solo i suoi più stretti familiari e amici più cari.

## Vita privata
Jackson sposò Delores "DeeDee" Martes nel 1972 dalla quale divorziò nel 1988. 
Da questa relazione ebbe tre figli: Taj (vero nome Toriano Adaryll Jackson, Jr - nato il 4 agosto 1973), Taryll (Taryll Adren Jackson - nato l'8 agosto 1975) e TJ (Tito Joe Jackson - nato il 16 luglio 1978). I tre, in seguito, dettero vita alla band 3T.
Nel 1994 Delores Martes fu trovata morta nella piscina del suo nuovo compagno, Donald Bohana, che fu ritenuto colpevole dell'omicidio e condannato nel 2000 a una pena da un minimo di 15 anni di carcere fino a un massimo dell'ergastolo.
Questo evento sconvolse sia Tito che i tre figli, che stavano lavorando al loro primo album e che, per questo motivo, dedicarono il disco alla madre.
Tito Jackson aveva anche nove nipoti. Risiedeva in California ma negli ultimi mesi di vita si era trasferito a Tulsa in Oklahoma.

### Fratelli
In ordine di nascita:
1. Rebbie Jackson (29 maggio 1950), cantante solista
2. Jackie Jackson (4 maggio 1951), membro dei Jackson 5/Jacksons e cantante solista
3. Jermaine Jackson (11 dicembre 1954), membro dei Jackson 5/Jacksons, bassista e cantante solista
4. La Toya Jackson (29 maggio 1956), cantante solista e modella
5. Marlon Jackson (12 marzo 1957), membro dei Jackson 5/Jacksons e cantante solista
6. Brandon Jackson (12 marzo 1957-12 marzo 1957), gemello di Marlon, morto poche ore dopo il parto
7. Michael Jackson (29 agosto 1958-25 giugno 2009), membro dei Jackson 5/Jacksons, ballerino e cantante solista
8. Randy Jackson (29 ottobre 1961), ex membro dei Jacksons, ex membro dei Randy & the Gypsys, polistrumentista e cantante solista
9. Janet Jackson (16 maggio 1966), cantante solista, ballerina e attrice
10. Joh'Vonnie Jackson, (30 agosto 1974), sorellastra, figlia di secondo letto del padre

## Discografia da solista

### Album
| Titolo           | Dati album | Posizione massima | Posizione massima |
| Titolo           | Dati album | Stati Uniti       | Stati Uniti R&B   |
| ---------------- | --- | ----------------- | ----------------- |
| Tito Time        | - Pubblicazione: 21 dicembre 2016 - Etichetta: Play It Right Music, LLC. - Formati: CD, download digitale         | 48                | 20                |
| Under Your Spell | - Pubblicazione: 6 agosto 2021 - Etichetta: Gulf Coast Records e Hillside Global - Formati: CD, download digitale | 6                 | 10                |

### Singoli
| Get It Baby (featuring Big Daddy Kane)                                               | 2016 | 20 | Tito Time        |
| When the Magic Happens (featuring Jocelyn Brown)                                     | 2017 | —  | Tito Time        |
| One Way Street                                                                       | 2017 | 29 | Tito Time        |
| We Made It                                                                           | 2018 | 38 | Tito Time        |
| Love One Another (featuring Marlon Jackson)                                          | 2021 | —  | Under Your Spell |
| "—" denota album o singoli non pubblicati in quel paese o non entrati in classifica. |      |    |                  |

### Collaborazioni
- 1985 - We Are the World[37] – singolo degli USA for Africa (corista)
- 1995 - Brotherhood – primo album dei 3T (produttore)
- 2009 - This Is It – primo singolo postumo di Michael Jackson (corista)
- 2020 - King's Lane (Million Roses) – canzone del cantante canadese Raff Pylon (featuring)
- 2021 - Make Your Mind Up – singolo in collaborazione con EEDB, Toni Tuklan, Kaos MC e Duendy Primero (featuring)[14]
- 2022 - Two Timing – canzone del cantante Kenny Neal (featuring)
- 2023 - Attitude – singolo della cantante brasiliana Natalia Damini (featuring)

## Programmi televisivi
- 1976-1977 - The Jacksons TV Show – varietà televisivo con Rebbie, Jackie, La Toya, Marlon, Michael, Randy e Janet Jackson (coprotagonista)
- 1988 - Michael Jackson: The Legend Continues – documentario con protagonista suo fratello Michael (appare in immagini di repertorio assieme ai suoi familiari)
- 1994 - The Jackson Family Honors – serata di premiazione e spettacolo musicale con l'intera famiglia Jackson (tranne La Toya), Céline Dion e altri (coprotagonista)
- 1997 - Rock and Roll Hall of Fame Induction – serata di premiazione con Jackie, Jermaine, Marlon e Michael Jackson, Diana Ross e altri (premiato)[38]
- 2001 - MTV Icon: Janet Jackson – concerto tributo per sua sorella Janet trasmesso da MTV con Jackie, Jermaine, Marlon Jackson e altri (tiene discorso assieme ai fratelli)
- 2001 - Michael Jackson: 30th Anniversary Special – concerto tributo per suo fratello Michael trasmesso dalla CBS con Jackie, Jermaine, Marlon, Michael, Randy Jackson e altri ospiti (si esibisce insieme ai fratelli)
- 2003 - Michael Jackson's Private Home Movies – programma tv con protagonista suo fratello Michael (appare in immagini di repertorio assieme ai suoi familiari)
- 7 luglio 2009- Michael Jackson Memorial Service – cerimonia funebre pubblica per suo fratello Michael (appare assieme ai suoi familiari)
- 2009-2010 - The Jacksons: A Family Dinasty – reality show con protagonisti lui, Jackie, Jermaine e Marlon Jackson (coprotagonista e produttore)
- 2015-2016 - The Jacksons: Next Generation – reality show con protagonisti i 3T, Paris Jackson e altri nipoti (coprotagonista e produttore)
- 2022 - Janet Jackson – miniserie in quattro parti con protagonista sua sorella Janet Jackson (coprotagonista) - (ep. 01x1, 01x2, 01x4)